# Strange World - Un mondo misterioso
Strange World - Un mondo misterioso (Strange World) è un film d'animazione del 2022 diretto da Don Hall e Qui Nguyen (qui come co-regista).
La pellicola è il 61º Classico Disney.

## Trama
Jaeger Clade e suo figlio Searcher sono avventurieri che sfidano la natura selvaggia per esplorare nuovi mondi. Durante il tentativo di attraversare una montagna che circonda la terra di Avalonia, Searcher scopre una pianta che emana energia chiamata Pando. Jaeger insiste per continuare la ricerca, ma Searcher e il resto della spedizione credono che il Pando sia una scoperta sensazionale che farà progredire Avalonia. Jaeger continua quindi la sua spedizione da solo senza più ritornare.
25 anni dopo, Searcher si è fatto un nome grazie al Pando ed è diventato un agricoltore famoso, dato che la sua scoperta viene usata come risorsa di carburante per Avalonia. Si è sposato con la collega Meridian e i due hanno un figlio di nome Ethan che si imbarazza ogni volta che Searcher cerca di parlare con Diazo, il ragazzo di cui è innamorato. Un giorno Callisto Mal, il sindaco di Avalonia, si presenta su una gigantesca nave volante chiamata Venture ed informa i Clade che il Pando sta perdendo il suo potere e che a loro serve l'aiuto di Searcher per trovare la causa. Alla donna si unisce quindi una nuova squadra di spedizione, che si dirige verso una gigantesca dolina, in cui sono state individuate le radici giganti del Pando. Durante la discesa, Meridian si accorge che Ethan e il loro cane Legend si sono intrufolati a bordo della nave. Il gruppo viene attaccato da alcune creature simili a viverne, continuando a scendere finché oltrepassa la crosta sensibile, finendo in un mondo sotterraneo, mentre Searcher e Legend vengono separati dal gruppo.
Inseguiti una bizzarra creatura multitentacolare, Searcher e Legend vengono salvati da Jaeger, che ha vissuto sottoterra per tutti questi anni e che rivela di essere rimasto bloccato nel sottosuolo dopo un crollo. Mentre Jaeger li aiuta cercare la Venture, il gruppo cerca di preparare la nave, ma Ethan si allontana di soppiatto per trovare suo padre e incontra Splat, la creatura multitenticolare, con cui fa amicizia. I due vengono attaccati, ma vengono salvati da Meridian e Callisto. Searcher insiste per completare la loro missione, Jaeger vuole continuare a viaggiare attraverso lo "Strano Mondo", mentre Callisto vuole riparare la nave in modo da poter continuare il viaggio.
Ethan si rende conto che Searcher e Jaeger non hanno un buon rapporto, ma fortunatamente padre e figlio si rendono conto che devono rispettare gli obiettivi reciproci nella vita. In seguito si imbattono in un ammasso di radici di Pando, che viene attaccato dalle creature simili alle viverne e dalle creature tentacolari. Credendo che il Pando si stia difendendo dai parassiti, decidono di provare ad aiutarlo, ma Ethan e Searcher si rendono conto che stanno fluttuando sopra un oceano e davanti a un occhio gigante con sopra una montagna, capendo di essere riusciti ad oltrepassare la montagna e che la terra di Avalonia si trova sul dorso di una creatura gigante. Questo significa che hanno viaggiato all'interno del suo corpo e che le creature che ci abitano dentro ne sono le cellule. È perciò il Pando ad essere il vero parassita, che sta combattendo il sistema immunitario della creatura.
I due tornano indietro per informare tutti al riguardo, ma nessuno crede loro, con Jaeger che se ne va furioso, mentre Callisto e la sua squadra li rinchiudono per impedirgli di interrompere la missione. Fortunatamente Legend e Splat liberano la famiglia. Searcher ed Ethan si dirigono verso l'enorme radice che sta danneggiando il cuore della creatura, mentre Meridian prende il controllo della nave e alla fine convince Callisto. Jaeger dopo aver cambiato idea, ritorna e insieme al figlio e al nipote distrugge il Pando. Successivamente le cellule riappaiono e guariscono il cuore, salvando così la creatura e di conseguenza la terra di Avalonia, che però perde la fonte di energia Pando.
Un anno dopo, Ethan ha una relazione con Diazo mentre lui e i loro amici sono impegnati nello smaltimento delle radici marce che sono rimaste nello Strano Mondo. Avalonia passa dall'energia di Pando alle turbine eoliche, Jaeger rivisita la sua ex moglie che si è risposata e il rapporto tra lui e il figlio è migliorato. Inoltre alla fine viene mostrato che la creatura su cui i protagonisti abitano ha la forma di una tartaruga gigante, l’unica in un mondo fatto d’acqua.

## Personaggi
- Searcher Clade: un agricoltore, figlio di Jaeger, marito di Meridian e padre di Ethan. Fin da giovane non approva che il padre lo costringa a seguire le sue orme, ma quando si accorgerà di fare lo stesso con suo figlio, si riappacificherà con lui.
- Jaeger Clade: il padre di Searcher e il nonno di Ethan, un temerario esploratore che nel tentativo di andare oltre le montagne rimane intrappolato nel mondo di sotto per 25 anni, dopo essersi rincontrato con i suoi familiari avrà delle divergenze con suo figlio, poiché egli teme che possa influenzare Ethan, ma alla fine i due si riconcilieranno.
- Ethan Clade: il figlio di Searcher, ha 16 anni e desidera l'avventura oltre la fattoria di suo padre. Innamorato del suo amico Diazo, nel corso del film sarà in contrasto con il padre per il fatto che accusi il nonno di farlo diventare come lui, ma in seguito i due si riappacificheranno.
- Meridian Clade: madre di Ethan e moglie di Searcher, pilota coraggiosa, apprensiva e premurosa.
- Legend: il fedele Bearded Collie dei Clade, privo della zampa anteriore sinistra.
- Callisto Mal: la presidentessa [sic] della terra di Avalonia e la leader dell'esplorazione nello Strano Mondo.
- Caspian: un membro nerd della spedizione nel mondo di sotto.
- Duffle: un pilota che durante la spedizione viene ucciso dalle creature simili alle viverne.
- Splat: un bizzarro essere multitentacolare che sarebbe una cellula della creatura che forma la terra di Avalonia. Diventerà amico di Ethan e dei protagonisti.
- Capitano Pulk: la seconda in comando della spedizione allo Strano Mondo.
- Lonnie Redshirt: un membro della spedizione.
- Diazo: amico di Ethan e suo interesse amoroso.
- Kardez: amico di Ethan.
- Azimuth: amica di Ethan.
- Raptici: cellule multitentacolari simili a Splat ma differentemente da lui si rivelano pericolose, aggressive e letali per chi le incontra. Essi costituiscono parte del sistema immunitario che proteggono lo Strano Mondo dalle minacce esterne come il Pando.
- Pando: una pianta rivoluzionaria scoperta in gioventù da Searcher Clade che generando elettricità autonomamente, ha portato per anni la prosperità nella terra di Avalonia. Il suo improvviso decadimento è il motivo per cui la presidentessa Callisto Mal organizza la spedizione per lo Strano Mondo, alla fine della vicenda si scopre essere un nocivo organismo parassita che sta uccidendo dall'interno la gigantesca creatura misteriosa su cui sorge Avalonia. Viene distrutta dallo stesso Searcher aiutato nell'impresa dal padre Jaeger e dal figlio Ethan.

## Promozione
Il trailer è stato distribuito il 6 giugno 2022, accompagnato dal primo poster.
Il 21 settembre 2022 è stato distribuito il trailer ufficiale prima in lingua originale, e il 23 settembre anche in lingua italiana.

## Produzione
La pellicola era stata inizialmente intitolata Searcher Clade, per poi venire ribattezzata in Strange World a dicembre 2021.

## Distribuzione
Il film è uscito nelle sale cinematografiche statunitensi e italiane il 23 novembre 2022.
Non è stato invece distribuito in venti Paesi (tra cui i Paesi arabi, alcuni Paesi africani, la Russia, l'Indonesia e la Malaysia), ove l'intenzione sarebbe stata quella di eliminare la storia d'amore gay presente nel film. La Walt Disney Company si è tuttavia opposta a questo tentativo di censura, finendo per provocare la totale occultazione della pellicola.

## Accoglienza

### Incassi
Il film, con un budget di 180 milioni di dollari, ha incassato poco più di 53,5 milioni in tutto il mondo, risultando quindi un disastro commerciale. Nonostante questo, alla sua uscita sulla piattaforma Disney+ fu il film più visto del momento.

### Critica
Il film è stato accolto da recensioni principalmente positive. Infatti il sito web Rotten Tomatoes riporta che il 72% delle recensioni professionali ha dato un giudizio positivo sul film, con un voto medio di 7/10. Tuttavia è stato definito meno eccellente dei suoi predecessori dell'epoca del Revival Disney.

## Riconoscimenti
- 2023 ― Annie Award[12]
  - Candidatura Miglior storyboarding in un film d'animazione a Jeff Snow e Javier Ledesma Barbolla
- 2023 ― Black Reel Awards[13]
  - Candidatura Migliore prestazione vocale a Gabrielle Union
- 2023 ― Visual Effects Society Awards[14]
  - Candidatura Migliori effetti visivi in un film d'animazione a Steve Goldberg, Laurie Au, Mark Hammel e Mehrdad Isvandi
  - Candidatura Miglior personaggio animato a Leticia Gillett, Cameron Black, Dan Lipson e Louis Jones
  - Candidatura Miglior scenografia in un film d'animazione a Ki Jong Hong, Ryan Smith, Jesse Erickson e Benjamin Fiske